# Balder (Schiff, 1978)
Die Balder ist ein 1978 gebautes Kran- und Arbeitsschiff. Das Schiff wurde von der japanischen Mitsui Engineering & Shipbuilding Company, einem Unternehmen des Mitsui-Konzerns, gebaut. Das Schiff gehört wie sein Schwesterschiff Hermod dem niederländischen Unternehmen Heerema Marine Contractors (HMC) und wird hauptsächlich zur Errichtung von Offshorebauwerken und zum Legen von Pipelines verwendet. Das Schiff wird auch als DCV Balder bezeichnet; DCV steht dabei für Deepwater Construction Vessel (dt. Tiefsee-Arbeitsschiff) und Balder ist in der germanischen Mythologie der Gott des Lichtes.

## Geschichte und Aufbau
Das Schiff wurde ursprünglich als halb-tauchendes Kranschiff (SSCV, Semi-Submersile Crane Vessel) konstruiert, aber 2001 von der niederländischen Werft Verolme Botlek (heute Keppel Verolme) in ein Tiefsee-Arbeitsschiff umgebaut. Während des Umbaus wurde auch ein System zur dynamischen Positionierung (DP-System) der Klasse III installiert. Hermod und Balder waren zum Zeitpunkt ihres Entwurfes aufgrund ihres Aufbaus und Leistungsfähigkeit wegweisend für viele Nachfolgeentwürfe und revolutionierten den Schiffbau für Arbeitsschiffe.
Der Rumpf der Balder besteht aus zwei Schwimmern, die über je drei Säulen mit dem Decksaufbau verbunden sind. Der Tiefgang, der bei der Überführung rund 12 Meter (m) beträgt, wird während der Arbeit auf rund 28 m abgesenkt, um die Einflüsse von Wellen und Oberflächenströmungen zu verringern.

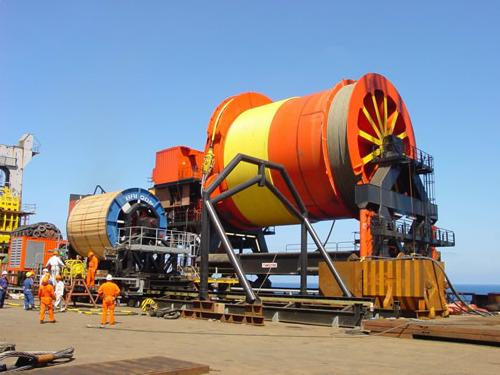
MLD-Winsch der Balder

Das Schiff hat zwei Kräne mit einer Kapazität von 3600 und 2700 Tonnen (t) und kann daher im Tandemhub bei einer Ausladung von 33,5 m bis zu 6300 t schwere Lasten heben. Der größere der beiden Kräne kann eine Last von 360 t bis in eine Tiefe von 3000 m absenken.
Der Antrieb erfolgt über zwei elektrisch angetriebene Verstellpropeller mit einer Leistung von je 4400 Kilowatt (kW), die in einer kurzen Düse eingebaut sind. Sieben Strahlantriebe des Typs LIPS FS3500-571/NU haben eine Leistung von je 3.500 kW. Die sechs Strahlantriebe des DP-Systems werden von sechs Dieselgeneratoren mit je 4.000 kW Leistung (5.000 kVA) angetrieben. Die Stromversorgung erfolgt über sechs Dieselgeneratoren mit je 2765 kW.
2001 wurde auch die größte Verlegewinde für Mooringleinen der Welt (engl. Mooring Line Deployment Winch, kurz MLD-Winch), mit einem Durchmesser von 10,5 m eingebaut. Mit ihr ist die Errichtung von Ankerplätzen bis zu einer Wassertiefe von 3500 m möglich. Im Jahre 2002 wurde auf der Backbord-Seite ein 98 m hoher J-Lay-Turm installiert, mit dem es möglich ist Pipelines bis 3000 m Tiefe zu verlegen.
Zur Verankerung des Schiffes sind zwölf 22,5 t schwere „Delta-Flipper“-Anker vorhanden, die an 4500 m langen Stahlseilen mit einer Mindestbruchfestigkeit von 386 t befestigt sind.
Das Schiff bot bis Januar 2007 beheizte und klimatisierte Kabinen für 367 Personen. Mit dem folgenden Umbau stieg die Kapazität auf 392 Personen. Das Helikopterdeck ist in der Lage Hubschrauber bis zur Größe einer Sikorsky S-61 aufzunehmen.

## Technische Daten
Abmessungen:
- Decksbreite: 105,5 m
- Tiefgang: 11,5 – 28,2 m

Kräne:
- Kran 1:
  - maximale Kapazität: 3600 t
  - maximale Hubhöhe: 116 m
- Kran 2:
  - maximale Kapazität: 2700 t
  - maximale Hubhöhe: 98 m

Sonstiges:
- Tragfähigkeit des Decks: 20 t pro m²
- Gesamttragfähigkeit des Decks: 8.000 t
- Kapazität der Ballastpumpen: 8.000 m³ pro Stunde
- Dynamische Ballastaufnahme: 500 t pro Sekunde
- Fahrgeschwindigkeit: 6,5 Knoten bei einer Zuladung von 8.000 t auf dem Deck und einem Tiefgang von 11,5 m

## Große Projekte und Rekorde
- Die Balder hielt den Tiefenrekord für das Verlegen von Pipelines. 2005 wurden in einer Tiefe von 2200 m Teile einer Pipeline im Rahmen des Mardi Gras-Projektes verlegt.[2] Die Pipeline wurde direkt an die Thunder Horse angeschlossen. Sie brach damit den Rekord der Saipem 7000, die für das Blue Stream-Projekt eine Pipeline im Schwarzen Meer in 2150 m Tiefe verlegt hatte. Der Rekord der Balder wurde von der Solitaire, dem größten Rohrleger der Welt, gebrochen, die eine Pipeline in 2775 m Tiefe verlegte.[3]
- Im Jahr 2005 wurde mit der Balder die Thunder Horse, die größte verankerte, halb-tauchende Ölplattform der Welt, installiert. Sie unterstützte ebenfalls das Aufrichten der Plattform aus ihrer Schräglage, die durch den Hurrikan Dennis beinahe gekentert wäre.
- 2007 verankerte die Balder die Independence Hub Facility, eine Verteilungsplattform, in einer Rekordtiefe von 2438 m (8000 ft). Dabei wurden „Suction Piles“, eine besondere Art der Pfahlgründung, in einer Rekordtiefe von 2438 m gesetzt. Bei diesem Projekt wurde auch die Rücklaufleitung der Bohrung in einer Rekordtiefe von 2743 m (9000 ft) installiert.[4]